# Río Huamuco
Der Río Huamuco, alternativer Name für den Unterlauf: Río Yanajanca, ist ein 96 km (einschließlich Quellflüssen: 105 km) langer linker Nebenfluss des Río Huallaga in Zentral-Peru in den Provinzen Huacaybamba und Marañón der Region Huánuco. Auf dem Flussabschnitt zwischen den Flusskilometern 7 und 4 vereinigt sich der Río Huamuco mit dem weiter nördlich fließenden Río Yanajanca. Anschließend teilt sich der Fluss in zwei Mündungsarme auf.

## Flusslauf
Der Río Huamuco besitzt zwei 9 km lange Quellflüsse, der nördliche ist die Quebrada Yanaututo , der südliche die Quebrada Puac . Die beiden Quellflüsse entspringen im Hauptkamm der peruanischen Zentralkordillere auf einer Höhe von etwa 3900 m. Die Quellgebiete befinden sich im Norden des Distrikts Huacaybamba an der Nordflanke und Südflanke des 4459 m hohen Cerro Tijera Punta südöstlich der Laguna Mamacocha. Die beiden Quellflüsse fließen nach Osten und vereinigen sich auf einer Höhe von ungefähr 3420 m. Zwischen den Flusskilometern 93 und 72 fließt der Río Huamuco nach Südosten. Er nimmt dabei die rechten Nebenflüsse Quebrada Urpay und Quebrada Quillaymarca auf. Anschließend wendet sich der Río Huamuco nach Nordosten und behält die Fließrichtung bis zu seiner Mündung bei. Er bildet kurzzeitig die Grenze zum Distrikt Cochabamba. Ab Flusskilometer 68 durchfließt der Río Huamuco den Distrikt Santa Rosa de Alto Yanajanca (Provinz Marañón). Ab Flusskilometer 20 weitet sich das Tal allmählich und der Río Huamuco erreicht das breite Flusstal des Río Huallaga. Ab Flusskilometer 17 befindet sich der Distrikt La Morada am rechten Flussufer. Südlich von Santa Rosa de Alto Yanajanca bildet der Río Huamuco und der Río Yanajanca auf einer Strecke von etwa drei Kilometern einen Fluss. Etwa vier Kilometer oberhalb der Mündung spaltet sich ein kleinerer Mündungsarm nach Norden hin ab. Die Flussmündung des Río Huamuco liegt auf einer Höhe von ungefähr 516 m, 18 km nördlich von La Morada sowie 21 km südsüdöstlich von Nuevo Progeso.

## Einzugsgebiet
Der Río Huamuco entwässert ein Areal von etwa 1410 km². Im Süden grenzt das Einzugsgebiet des Río Huamuco an die Einzugsgebiete von Río La Morada, Río Magdalena und Río Monzón, im Südwesten und im Westen an das des oberen Río Marañón sowie im Norden an das des Río Chontayacu.

## Ökologie
Das Einzugsgebiet ist sehr gering besiedelt. Die höheren Lagen sind mit Bergregenwald bedeckt. Es gibt Planungen für den Bau zweier Wasserkraftwerke am Flusslauf mit installierten Leistungen von 124 MW und 182 MW.